# 杉森健一
杉森 健一（すぎもり けんいち、1989年〈平成元年〉 - ）は、三重県名張市出身の日本の実業家、旅行家、インフルエンサー。

## 経歴
三重県立名張西高等学校（現・三重県立名張青峰高等学校）を経て、関西外国語大学卒業後、広告代理店での社会人経験を経て、世界各国を巡る旅へ出る。約1年間で20か国以上を周る中、偶然訪れたイランの魅力に没頭。帰国後は海外旅行情報メディア勤務を経て、2020年に独立しペルシアンアートをコンセプトとした雑貨店「PERSIAN TAG」を開業。
現在はSNSや各種メディアを通じイランの旅行や文化の情報発信を行いつつ、2023年には日本初のペルシア文化をテーマとした野外フェスティバル「PERSIA FES.」を主催するなど、イランを軸とした様々な事業を展開中。また、イランでもテレビに度々出演するなどの活動を行なっている。
2023年、ニューズウィーク日本版（CCCメディアハウス）にて「Challengers（限界を突破する挑戦者たち）」として「世界が尊敬する日本人100」に選出される。
2025年5月、在イラン日本国大使館より「SNSや各種メディアを通じイランの旅行や文化の情報発信を行い、イランの「正しい」姿を発信することで日イラン相互理解及び友好親善の促進に貢献」した点で令和六年度在外公館長表彰を受賞。

## メディア出演・掲載

### テレビ
- 『Sandbad TV』 - سندباد ۲۰ تیر ۱۴۰۱ /  IRIB（イラン国営放送） TV2（2022年7月7日）出演[7]
- 『Sandbad TV』 - سندباد ۸ اسفند ۱۴۰۱ /  IRIB（イラン国営放送） TV2（2023年2月27日）出演[8]

### ラジオ
- 『Lovely Day』 /  FMヨコハマ（2023年7月12日）出演[4]

- 『井上貴博 土曜日の「あ」』 /  TBSラジオ（2023年7月12日）出演[5]

### 著書
- 『ペルシア文化が彩る魅惑の国 イラン Travel & Culture Guide』 /  イカロス出版（2023年11月30日）発売[11]

### 雑誌
- 『世界が尊敬する日本人100』 /  ニューズウィーク日本版（2023年8月22日号）選出[12]

### 寄稿
- 『なんとなく危なそうな国・イラン』 /  文學界（2024年2月号）掲載[13]